# Brunete
Brunete là một đô thị trong Cộng đồng Madrid, Tây Ban Nha. Đô thị Torrejón de Velasco có diện tích 48,9 km², dân số theo điều tra năm 2010 của Viện thống kê quốc gia Tây Ban Nha là 10.220 người. Đô thị Torrejón de Velasco nằm ở khu vực có độ cao 656 mét trên mực nước biển.